# Myśliwi na śniegu
Myśliwi na śniegu (niderl. Jagers in de sneeuw) – obraz niderlandzkiego malarza Pietera Bruegla.

## Charakterystyka
Powstał w 1565 r., na zamówienie zamożnego antwerpskiego bankiera i kolekcjonera sztuki, Niclaesa Jonghelincka, znajduje się w Kunsthistorisches Museum w Wiedniu. Dzieło to jest namalowane techniką olejną na desce i ma wymiary 117 × 162 cm. Stanowi część cyklu zatytułowanego Pory roku. Cykl ten składał się z sześciu desek namalowanych w 1565 dla Niclaesa Jonghelincka, które w 1594 stały się własnością Habsburgów, a następnie zostały przekazane miastu Antwerpii jako gwarancja majątkowa. W 1659 pozostało pięć obrazów, które znajdują się w Wiedniu, Pradze i Nowym Jorku. Są to: Sianokosy, Żniwa, Powrót stada i Pochmurny dzień. Obraz Myśliwi na śniegu ilustruje zimę. Seria obrazów, do których należy dzieło, nawiązuje do sięgającej średniowiecza tradycji umieszczania w modlitewnikach i brewiarzach szczegółowych miniatur przedstawiających życie dworu i wsi.

## Opis
Kolory użyte przez Bruegla dobrze oddają atmosferę zimy. Dominują tu kolory biały i bladoniebieski, a wyraziste dodatki są utrwalone w czerni. Wszystko to sprawia, że oglądający prawie odczuwa chłód emanujący z zimowego pejzażu, który może sprawiać wrażenie naturalności, ale jest w rzeczywistości stylizacją artystyczną, dokonaną w celu uwydatnienia charakterystycznych cech tej pory roku. Kompozycja obrazu zbudowana jest na krzyżujących się przekątnych, chociaż dzięki umiejętnemu zabiegowi umieszczenia drzew na pierwszym planie perspektywa ulega skróceniu i rzeczywista struktura malowidła pozostaje nieco w ukryciu.
Obraz przedstawia na pierwszym planie trzech myśliwych powracających z polowania, o czym świadczy lis niesiony przez jednego z nich. Za myśliwymi podąża sfora psów. W lewej części obrazu widać grupę ludzi przy płonącym ogniu. Zarówno myśliwi, jak i ludzie przy ogniu, to jedyne w miarę wyraźnie namalowane postacie ludzkie. Z kompozycji obrazu widać, że dla autora nie jest najważniejsze dokładne odwzorowanie postaci. Chodziło mu raczej o pejzaż, ludzie stanowią jedynie jego elementy, co najwyraźniej widać w rozproszonej grupie ludzi ślizgających się na zamarzniętym stawie, widocznej na drugim planie z prawej strony obrazu. Ludzie ci z daleka wyglądają jak czarne plamki. Postacie ludzkie, jak i latające ptaki oraz znajdujące się na pierwszym planie drzewa, namalowane są w tonacjach czerni, co w kontraście z bielą wszechobecnego śniegu uwydatnia atmosferę zimy. Zimową aurę podkreśla wiele elementów: ośnieżone góry w głębi, pokryte śniegiem dachy domów, zamarznięta woda tworząca rozległą ślizgawkę, ale także takie detale jak sople lodu zwisające z młyńskiego koła w prawej dolnej części malowidła.

## Nawiązania
Myśliwi na śniegu i Zimowy pejzaż z łyżwiarzami i pułapką na ptaki stały się inspiracją dla utworu Jacka Kaczmarskiego Pejzaż zimowy. W tej ekfrazie, podobnie jak Bruegel, Kaczmarski skupia się na ograniczeniu przestrzeni przeznaczonej do rozrywki. Uwypukla kontrasty kolorystyczne bieli z granatem i czernią, a miniaturowe postaci ludzkie przyrównuje do kropli krwi.
Zimowy pejzaż z sankami (Kaplica przy ul. Grodzieńskiej) Witalisa Sarosieka (1945-2012) (1994; olej na panelu, 25 × 35 cm) przedstawiający zabytkową sokólską kapliczkę (z 1906, wybudowaną po ukazie tolerancyjnym cara Mikołaja II) na rozwidleniu ulic Grodzieńskiej i Kresowej – w kopnym śniegu, z motywem zimowej zabawy na sankach – nasuwa skojarzenia z pejzażami zimowymi Pietera Bruegela Młodszego.